# Міддлвей (Західна Вірджинія)
Міддлвей (англ. Middleway) — переписна місцевість (CDP) в США, в окрузі Джефферсон штату Західна Вірджинія. Населення — 482 особи (2020).

## Географія
Міддлвей розташований за координатами 39°18′12″ пн. ш. 77°58′51″ зх. д. / 39.30333° пн. ш. 77.98083° зх. д. (39.303207, -77.980930).  За даними Бюро перепису населення США в 2010 році переписна місцевість мала площу 2,91 км², уся площа — суходіл.

## Демографія
Згідно з переписом 2010 року, у переписній місцевості мешкала 441 особа в 173 домогосподарствах у складі 127 родин. Густота населення становила 152 особи/км².  Було 201 помешкання (69/км²).
Расовий склад населення:
| - 95,9 % — білих - 1,6 % — чорних або афроамериканців - 0,5 % — азіатів - 0,2 % — корінних американців |

До двох чи більше рас належало 1,8 %. Частка іспаномовних становила 0,5 % від усіх жителів.
За віковим діапазоном населення розподілялося таким чином: 21,5 % — особи молодші 18 років, 61,0 % — особи у віці 18—64 років, 17,5 % — особи у віці 65 років та старші. Медіана віку мешканця становила 45,3 року. На 100 осіб жіночої статі у переписній місцевості припадало 103,2 чоловіків;  на 100 жінок у віці від 18 років та старших — 106,0 чоловіків також старших 18 років.
Середній дохід на одне домашнє господарство  становив 57 801 долар США (медіана — 44 632), а середній дохід на одну сім'ю — 59 166 доларів (медіана — 47 692). За межею бідності перебувало 24,3 % осіб, у тому числі 49,1 % дітей у віці до 18 років та 0,0 % осіб у віці 65 років та старших.
Цивільне працевлаштоване населення становило 227 осіб. Основні галузі зайнятості: виробництво — 28,2 %, будівництво — 16,3 %, науковці, спеціалісти, менеджери — 13,7 %, мистецтво, розваги та відпочинок — 12,8 %.